# Francis Urquhart
Pour les articles homonymes, voir Urquhart.
Francis Ewan Urquhart est le personnage principal d'une série de trois romans (1989-1994) de l'auteur britannique Michael Dobbs, et de la série télévisée britannique House of Cards adaptée de ces romans dans les années 1990. Il est incarné par l'acteur Ian Richardson.
La réplique célèbre du personnage (« You might think that; I couldn't possibly comment. ») est entrée dans le langage courant en politique britannique,.

## Biographie fictive
Francis Urquhart est né en 1936. Son père est un comte (earl) et membre de la Chambre des lords. Ce titre, et ce siège à la Chambre des lords, sont par la suite hérités par le frère aîné de Francis. Il est éduqué au Fettes College (en), école privée à Édimbourg. Il effectue son service militaire à Chypre, qui est alors une colonie britannique ; pendant près de trois ans, il y traque des terroristes du mouvement EOKA, et conduit des interrogatoires à leur encontre. Il étudie l'Histoire à l'université d'Oxford, et y entame une carrière d'enseignant-chercheur, spécialisé dans l'histoire de la Renaissance italienne. Il devient un expert renommé sur la maison de Médicis et sur les écrits de Nicolas Machiavel. En 1960, il épouse Elizabeth McCullough, fille d'un magnat du whisky ; partageant sa force de caractère et son absence de scrupules, elle le soutient sans faille tout au long de sa carrière.
Il entre en politique « relativement tard », au sein du Parti conservateur. Il devient, à terme, le chief whip du parti à la Chambre des communes, où il s'avère être d'une efficacité redoutable. Au début des années 1990, il succède au Premier ministre Charles Collingridge, qui avait lui-même succédé à Margaret Thatcher. Il a contraint Collingridge à la démission, en faisant filtrer à la presse des informations compromettantes à son égard. Urquhart constitue un gouvernement comprenant davantage de femmes que ses prédécesseurs. Affirmant la nécessité d'un gouvernement fort, invoquant la « liberté individuelle et l'autonomie de chacun », il démantèle l'État-providence, réprime les sans domicile fixe. Les inégalités se creusent, entre ceux qui prospèrent sous son gouvernement, et ceux qui sombrent davantage dans la pauvreté et la misère.
Il maintient son pouvoir en assassinant lui-même ou en faisant assassiner ceux qui découvrent des informations pouvant le compromettre. Il s'allie à la jeune journaliste Mattie Storin, qui devient son amante et dont la carrière bénéficie des informations qu'il lui fournit, puis la tue. À la suite du décès de la reine Élisabeth II[réf. nécessaire], le nouveau roi s'oppose à la dureté de sa politique, et en vient à soutenir ouvertement le principal parti d'opposition (implicitement, le Parti travailliste). La victoire d'Urquhart et des Conservateurs aux prochaines élections délégitime le roi, le contraignant à l'abdication, et confortant le pouvoir du Premier ministre. À Chypre, où il tente de promouvoir un plan d'unification de l'île afin de laisser sa marque dans l'Histoire, Urquhart fait réprimer des mouvements de protestation par la violence. Lorsque les troupes britanniques y tuent des enfants, le Parti conservateur se retourne contre son dirigeant. Ses opposants découvrent certains des meurtres qu'il a commis ou fait commettre. Avant que la justice ne puisse le rattraper, il est assassiné, après onze ans et demi au pouvoir, lors d'une cérémonie de commémoration pour Margaret Thatcher.

## Suites
Le personnage est ré-imaginé pour le remake américain de la série britannique en 2013, devenant Frank Underwood. Le New Republic note toutefois des différences entre les personnages : Là où Urquhart faisait preuve d'un humour subtil, et donnait l'impression de s'amuser à sa tâche, Underwood démontre une « ambition mécanique et dénuée d'émotion », ainsi que de toute « prise de distance ironique » avec le monde qu'il habite. Il incarne néanmoins la même « amoralité sans remords » dans sa détermination à conquérir le pouvoir.